# حجل رمادي

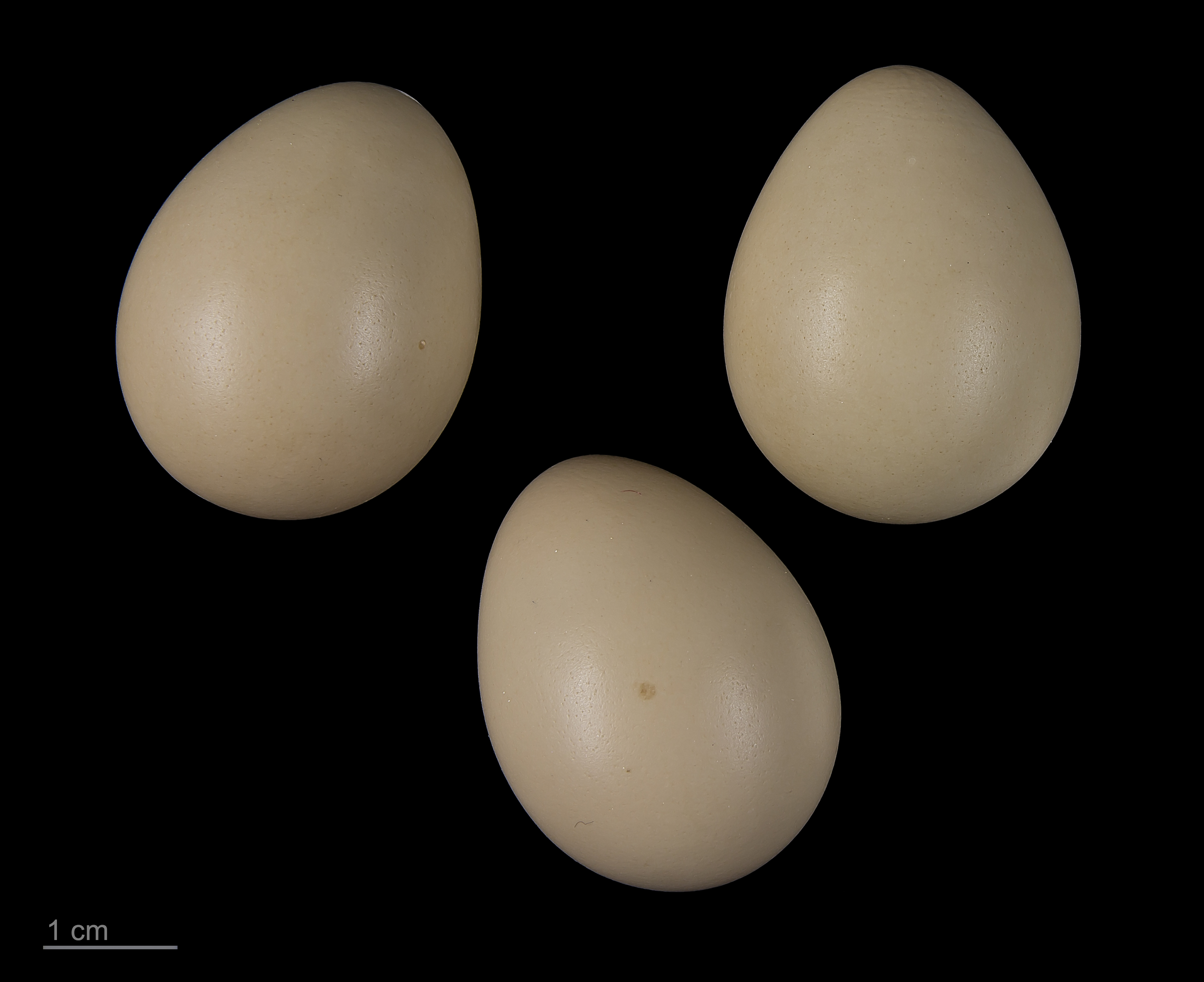
Perdix perdix

الحجل الرمادي (Perdix perdix)، هو أحد أنواع أسرة الحجلاوات.